# Vardaman
Vardaman – miasto w Stanach Zjednoczonych, w stanie Missisipi, w hrabstwie Calhoun.